# Sittenwidrigkeit (ABGB)
Das österreichische Allgemeine bürgerliche Gesetzbuch (ABGB) sieht in § 879 ABGB die Regelung sittenwidriger Verträge vor. Diese Regelung geht in ihren Ursprüngen bereits auf das zuvor geltende Allgemeine Landrecht zurück. Die österreichische Regelung ist ebenfalls als Generalklausel zu verstehen und ist ebenfalls als eine Norm gedacht, die es dem Rechtsanwender ermöglichen soll, die Grundgedanken der Rechtsordnung auch dann anzuwenden, wenn keine konkrete gesetzliche Regelung besteht. Die mit derartigen Generalklausel dem Richter zukommende Verantwortung und das Vertrauen in die Richterschaft dieser Verantwortung auch nachzukommen, geht auf den österreichischen Juristen Karl Anton von Martini zurück. In Österreich wird das zivilrechtliche Sittenwidrigkeitskorrektiv als Unterfall der Rechtswidrigkeit gedacht für Fälle, die nicht ausdrücklich im Gesetz geregelt sind und dient damit der Schließung von Regelungslücken.